# احتجاز السفينة غالاكسي ليدر
احتجاز السفينة غالاكسي ليدر هي عملية شنَّتها القوات البحرية اليمنية الموالية لحركة أنصار الله (الحوثيين) يوم 19 نوفمبر 2023 كجزء من هجمات القوات المسلحة اليمنية الموالية لأنصار الله على إسرائيل (2023- الآن) في البحر الأحمر ضدَّ سفينة الشحن غالاكسي ليدر المملوكة لشركة تابعة لرجل الأعمال الإسرائيلي أبراهام رامي أونغار، برَّرت القوات المسلحة اليمنية الموالية لحركة أنصار الله العملية بأنَّها رد على استمرار العدوان الإسرائيلي على قطاع غزة الذي أدَّى حتى ذلك التاريخ إلى مقتل أكثر من 22 ألف وجرح أكثر من 58 ألف فلسطيني معظمهم من النساء والأطفال، وتعهَّدت بمنع كل السفن الإسرائيلية من المرور من مضيق باب المندب.

## خلفية
- 7 أكتوبر 2023 أعلنت حركة حماس الفلسطينية بدء عملية طوفان الأقصى ضد إسرائيل ردا على الانتهاكات الإسرائيلية ضد الفلسطينيين.[5]
- 7 أكتوبر 2023 إسرائيل تعلن بدء عملية السيوف الحديدية ضد حركة حماس في قطاع غزة.[6]
- 7 أكتوبر 2023 إسرائيل تعلن حالة الحرب.[7]
- 30 أكتوبر 2023 مقتل 8005 فلسطيني في قطاع غزة بغارات الطائرات الاسرائيلية.[8]
- 30 أكتوبر 2023 إسرائيل تعلن بدء الهجوم البري الكامل على قطاع غزة.[9]
- 31 أكتوبر 2023 أعلنت القوات المسلحة اليمنية الموالية لحركة أنصار الله دخولها الحرب بجانب فصائل المقاومة الفلسطينية ضد إسرائيل وأعلنت أنها قصفت إسرائيل بالصواريخ البالستية والمجنحة والطائرات المسيرة.[10]
- في 15 نوفمبر 2023 هدد قائد حركة أنصار الله عبد الملك الحوثي باستهداف السفن الإسرائيلية في البحر الأحمر ومضيق باب المندب.[10]

## العملية
أعلنت القوات المسلحة اليمنية الموالية لحركة أنصار الله يوم 19 نوفمبر 2023 سيطرت القوات البحرية على سفينة شحن إسرائيلية في البحر الأحمر، وبث الإعلام الحربي مشاهد تظهر إنزال قوات عسكرية من طائرة مروحية على سطح السفينة وانتشار القوات في السفينة واقتحام غرفة قيادتها واستسلام طاقم السفينة، واقتِيدَت السفينة إلى الساحل اليمني، وقالت البحرية الأمريكية إن العملية نفذت على بعد 50 ميلا غرب ميناء الحديدة الواقع تحت سيطرة القوات الموالية لحركة أنصار الله الحوثيين.

## ردود الفعل الدولية
قال مكتب رئيس الوزراء الإسرائيلي إن السفينة ليست إسرائيلية ولا يوجد بين طاقمها إسرائيليون، واعتبر عملية احتجاز السفينة عملا إرهابيا إيرانيا له تداعيات دولية على أمن الملاحة الدولية.
 المملكة المتحدة أدانت احتجاز السفينة واعتبرته غير قانوني ودعت للإفراج عن السفينة وطاقمها بلا شروط، وأكدت التزامها بضمان سلامة الشحن في المنطقة عبر مشاركتها في التحالف الدولي لأمن الملاحة البحرية والقوات البحرية المشتركة.
 اعتبرت الولايات المتحدة احتجاز الحوثيين للسفينة غالاكسي ليدر في البحر الأحمر يمثل انتهاكا صارخا للقانون الدولي وطالبت بالإفراج الفوري عن السفينة وطاقمها.
 أشاد مفتي سلطنة عمان أحمد الخليلي بعملية احتجاز السفينة ووجه شكرًا للشعب اليمني على تصديه للسفن الإسرائيلية ودعاهم إلى الالتفاف حول مبدأ مناصرة المظلومين.
 ناشدت الحكومة اليابانية حركة أنصار الله (الحوثيين) الإفراج عن السفينة وطلبت مساعدة إيران والسعودية وسلطنة عمان في العمل على الإفراج السريع عن السفينة وطاقمها.
 نفت وزارة الخارجية الإيرانية الاتهامات الإسرائيلية بتورط إيران في عملية الاحتجاز واعتبارات الاتهامات الإسرائيلية بأنها محاولة صرف انتباه عن هزيمة إسرائيل في غزة.
 أدانت فرنسا عملية الاستيلاء على السفينة واعتبرته تهديدا لأمن الملاحة في المنطقة وحريتها وانتهاكا للقانون الدولي وعمل يؤثر على مصالح الشعب اليمني والبلدان المجاورة وجددت دعوتها لتجنب التصعيد في المنطقة.
 ثمنت حركة حماس عملية الاستيلاء على السفينة وأكدت على دور العملية الهام في إخضاع إسرائيل لشروط المقاومة الفلسطينية.
 أدان الاتحاد الأوروبي الاستيلاء على السفينة وقال إن تهديد الملاحة الدولية والأمن البحري غير مقبول وأكد على أن طاقم السفينة يضم مواطنين من الاتحاد الأوروبي ودعا للإفراج الفوري عن السفينة وطاقمها.
 دان مجلس الأمن عملية احتجاز السفينة ودعا إلى إلى الإفراج عن السفينة وطاقمها وشدد على أهمية الحقوق والحريات الملاحية لجميع السفن في خليج عدن والبحر الأحمر، وفقا للقانون الدولي.

عملية السيطرة على السفينة

مجموعة الدول الصناعية السبع 29 نوفمبر 2023 طالبت حركة أنصار الله الحوثيين بالتوقف فورا عن تهديد النقل البحري والإفراج عن طاقم سفينة غالاكسي ليدر المحتجزة في اليمن.